# 12494 Doughamilton
12494 Doughamilton (1998 DH11) là một tiểu hành tinh vành đai chính bên trong được phát hiện ngày 25 tháng 2 năm 1998 bởi JPL/GEODSS NEAT ở Haleakala.